# Ramón Sosa
Sosa  Acosta est un nom espagnol. Le premier nom de famille, en général paternel, est Sosa ; le second, en général maternel, souvent omis, est Acosta.
Pour les articles homonymes, voir Sosa.
Ramón Sosa Acosta, né le 31 août 1999 à Maracaná (es) au Paraguay, est un footballeur international paraguayen qui évolue au poste d'ailier à la SE Palmeiras.

## Biographie

### Carrière en club

#### Débuts au Club River Plate
Né dans la petite vile de Maracaná, Sosa commence le football au CA Tembetary avant de rejoindre la capitale Asuncion et le Club River Plate.
Il y fait ses débuts senior lors de la saison 2020 et marque son premier but le 21 juillet lors d'un choc face au Nacional. Il fait également deux apparitions en Copa Sudamericana face au Deportivo Cali,.

#### Club Olimpia
En janvier 2021, il rejoint le Club Olimpia pour une somme estimée à 800 000 dollars et un contrat de quatre ans. Il fait ses débuts avec son nouveau club le 7 février 2021, titularisé lors d'une défaite un à zéro contre le Club Libertad. Sa première moitié de saison, très aboutie, permet à son club de terminer deuxième du tournoi d'ouverture du championnat et le voit être courtisé par certains clubs étranger à l'été 2021.
Il remporte cette saison la Copa Paraguay, participant en tant que remplaçant à la finale.

#### Gimnasia LP
Sosa signe en janvier 2022 un contrat de trois ans avec le club argentin du Gimnasia y Esgrima La Plata, pour un montant estimé à 1,3 millions de dollars.
Son premier match dans le championnat d'Argentine est un match nul 0-0 face au Racing Club, tandis que son premier but sera un penalty face au CA Platense.
Lors de sa saison 2022, il inscrit six buts et délivre sept passes décisives, faisant de lui le joueur clé de la qualification du Gimnasia en Copa Sudamericana 2023.

#### Talleres de Córdoba
Ses performances remarquables à Gimnasia le conduisent à un transfert en direction du CA Talleres de Córdoba, toujours dans le championnat argentin, pour plus de deux millions de dollars. Il y passe deux saisons, dispute 56 matchs, marquant 17 buts et fournissant 13 passes décisives. Son impact offensif significatif attire l'attention de clubs européens et nord-américains, comme le LA Galaxy début 2024.

#### Nottingham Forest
Le 16 août 2024, Sosa signe un contrat de cinq ans avec Nottingham Forest et rejoint alors la Premier League anglaise,. Il fait ses débuts en EFL Cup le 28 août 2024 contre Newcastle United.
Il rentre en jeu le 31 août 2024 face au Wolverhampton Wanderers FC pour sa première apparition en Premier League. Son premier but en championnat survient le 22 septembre suivant lors d'un match contre Brighton & Hove Albion.
Au cours de la saison 2024-2025, il est principalement utilisé comme remplaçant, totalisant 23 apparitions en championnat et marquant trois buts toutes compétitions confondues.

### En sélection
Ramon Sosa n'a jamais été convoqué en catégories jeunes du Paraguay, mais cela ne l'empêche pas d'être appelé en équipe nationale senior en novembre 2022 pour deux amicaux conte le Pérou et la Colombie. Il fait ses débuts internationaux face à la Colombie le (défaite 2-0).
Il participe à la Copa América 2024, marquant le seul but de son équipe lors de la défaite face au Costa Rica (2-1) qui scellera l'élimination du Paraguay.

## Palmarès

### En club
Club Olimpia
- Coupe du Paraguay :
  - Vainqueur en 2021[8]
- Supercoupe du Paraguay :
  - Vainqueur en 2021[25].

### Distinctions individuelles
- Prix Arsenio Erico (es) : 2024[26].